# Кирил Жерновски
Кирил (Киро) Жерновски (на македонска литературна норма: Кирил Жерновски) е инженер от Социалистическа Република Македония.

## Биография
Роден е на 21 октомври 1897 година в град Дебър. Първоначално учи в София, а след това и в Грац. Завършва техническия университет в Загреб. Създава свое бюро за проектиране. В периода 1937 - 1941 година е председател на Инженерната камара в Скопие. Член-съдружник е на списанието „Луч“.
При освобождението на Вардарска Македония през 1941 година е активен участник в българската обществена дейност в града. Включва се в дейността на българското читалище „Отец Паисий“ и е негов секретар. По-късно Кирил Жерновски е помощник-кмет на Скопие от юли 1941 година до началото на 1943 година.
Ориентира се към сътрудничество с комунистическите партизани. Делегат на Второто заседание на АСНОМ. След Втората световна война е директор на Дирекцията на железниците в Скопие, както и на Пробюро. Между 1947 и 1949 година е заместник-министър на строителството. Жерновски е един от основателите на Техническия факултет в Скопие, негов декан в периода 1950-1952 година. От 1961 до 1967 година е редовен професор в Техническия факултет. Преподава геомеханика, организация на строителните работи и финансиране.